# Korhecz Tamás
Ifj. Korhecz Tamás (Szabadka, 1967. december 13. –) vajdasági magyar jogász, politikus, alkotmánybíró.

## Szakmai pályafutása
Az általános és középiskolát Szabadkán végezte. Az Újvidéki Tudományegyetem Jogtudományi Karán diplomázott 1992-ben. Jogi tanulmányait 1994-ben folytatta Budapesten a Közép-európai Egyetem (CEU) Jogi Tanszékén, ahol 1996-ban szerzett mesterfokozatot. Ugyancsak a CEU-n szerezte meg a jogtudomány doktora (SJD) címet. Időközben tanulmányokat folytatott a budapesti Eötvös Loránd Tudományegyetem (ELTE) Jogi Karán, illetve a kanadai Kingstonban a Queens Egyetemen.
Rendkívüli egyetemi tanárként oktatott az újvidéki jogi és üzleti tanulmányok főiskolán, a kamanci Educons egyetemen, vendégtanárként a budapesti Közép-európai Egyetem Jogi Tanszékén, illetve a győri Egyetem Deák Ferenc Jogtudományi Karán oktat 2009-óta. Az Óbudai Egyetem címzetes egyetemi tanári címet adományozott neki 2012-ben.
Mintegy hatvan szakmai és tudományos publikációja jelent meg magyar, szerb, angol, román és francia nyelven. Szűkebb szakmai érdeklődési területei: kisebbségi autonómia, hivatalos nyelvhasználat, a közigazgatás szervezete, az államhatalom decentralizációja.
2016. december 17-én 9 évre szerbiai alkotmánybíróvá választották a Vajdasági Magyar Szövetség (VMSZ) jelöltjeként.

## Politikai pályafutása
1990-ben a Vajdasági Magyarok Demokratikus Közössége (VMDK) alapító tagja. Később Kasza József VMSZ-elnök támogatásával fontos pozíciókat kapott.
2000–2010 júniusáig Vajdaság Autonóm Tartomány Kormányának tagja. 2004–2010 között jogalkotási, közigazgatási- és nemzeti kisebbségi titkár (miniszter), 2006–2008 között a tartományi kormány alelnöke. Szakpolitikusként aktívan alakítója volt Szerbia jogrendszerének, sokban nevéhez fűződik a tartomány és nemzeti kisebbségek jogállására vonatkozó törvények és más jogszabályok kidolgozása és elfogadása. 2003-ban egyedüli vajdasági magyar politikusként a kettős állampolgárság magyarországi megadása ellen foglalt állást. Utódja 2010-től Deli Andor lett.
A 2008-as vajdasági tartományi parlamenti választáson nem sikerült egyéni mandátumot szereznie. 2010-ben a magyar nemzeti tanácsi választáson a Magyar Összefogás listáját vezette. 2010–2014 között a Magyar Nemzeti Tanács (MNT) elnöke. 2014-ben összekülönbözött a VMSZ vezetőségével, és rövid időre visszavonult a közélettől.
A 2015. augusztus 20-án a VMSZ-szel szemben létrejött Magyar Mozgalom (MM) civil szervezet egyik alapítója, majd társelnöke. A 2016-os vajdasági tartományi parlamenti választáson a MM-VMDK színeiben képviselőnek választották.
Alkotmánybíróvá választása után lemondott az MM-ben betöltött tisztségeiről, de továbbra is a szervezet tagja maradt.

## Egyéb tevékenysége
Korábban a szabadkai Kosztolányi Dezső Tehetséggondozó Gimnázium iskolaszékének elnöke. 1980–2001 között az Eszperantó Egyesület elnökségi tagja. 2005-ben, az alapításakor a Pannon RTV-t működtető Pannónia Alapítvány kuratóriumi tagja.

## Magánélete
Palicson él. Nős, négy gyermek édesapja.

## Művei
- The minority rights of the Hungarian national group in Yugoslavia. Legal framework and actual practice; angolra ford. Andrew Gane; Minority Protection Association, Bp., 1998 (Minority protection series)
- Korhecz Tamás–Gábrity Molnár Irén–Deli Andor: Tolerancia-építők. Vajdasági tolerancia-program euroregionális és EU-adaptációja; MTT, Szabadka, 2006 (Pannon füzetek)
- Otthonteremtőben a szülőföldön. Jogi és politikai esszék; Forum, Újvidék, 2009